# ایمبراپا
ایمبراپا (پرتغالی: Embrapa) شرکت دولتی کشاورزی برزیلی است، که در سال ۱۹۷۲ تأسیس شد.